# Славе Македонски
Славе Македонски е български писател, поет, новелист, драматург, публицист, македонист.

## Биография
Роден е в 1931 година в село Железница, Горноджумайско. Завършва театрална режисура в Москва. След демократическите промени в България от 1989 година се включва в македонистката организация ОМО Илинден-Пирин, а след разцеплението ѝ от 1994 година застава начело на нерегистрираната Македонска демократична партия. През 1995 година става член на Дружеството на писателите на Македония. Умира през юли 2002 година.